# Jean Tinguely

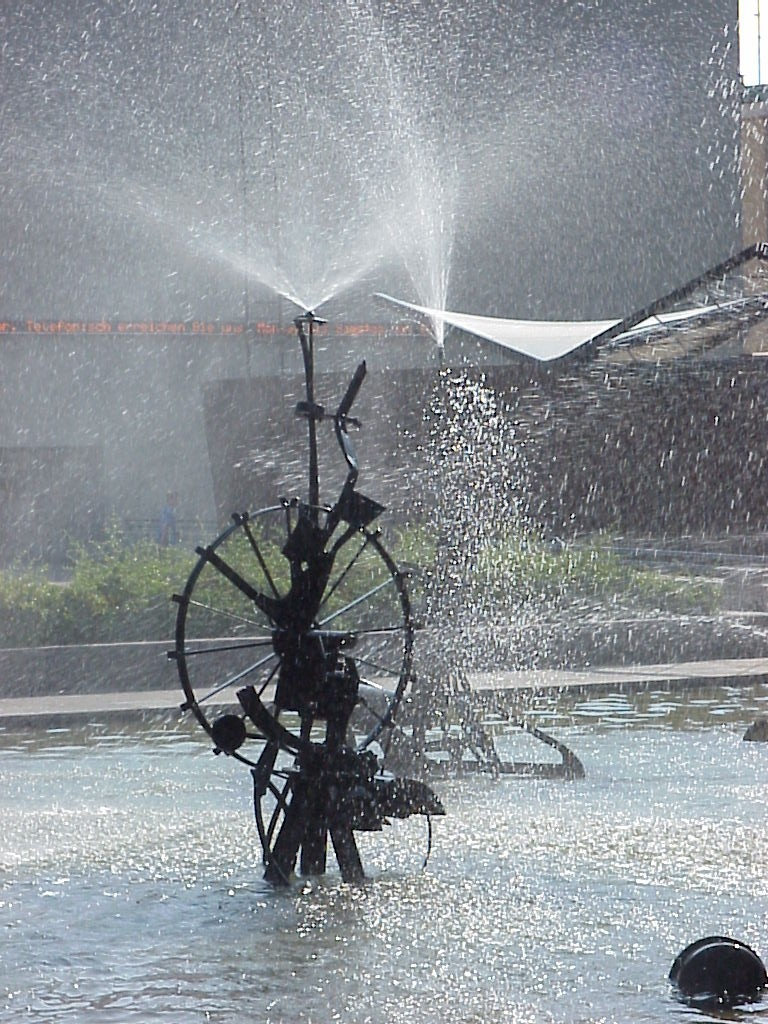
En brunn av Jean Tinguely i Basel.

Jean Tinguely, född 22 maj 1925 i Fribourg, Schweiz, död 30 augusti 1991 i Bern, var en schweizisk skulptör.

## Biografi
Tinguely var ursprungligen anställd som varuhusdekoratör i Basel och efter sina konststudier bosatte han sig i Paris 1951 där han var verksam och blev känd för sina verk i form av sinnrika, mekaniska maskiner. De är utförda av skrotdelar och drivs av motorer för att utföra meningslösa rörelser samt avger diverse ljud.
Hans fantasifulla och spirituella maskiner, som på samma gång ironiserar över och hyllar vår tids maskinkultur, eliminerar begreppen vackert och fult, rätt eller fel i konsten och förmedlar istället känslan av befrielse och anarki. År 1959 konstruerade han ett 30-tal "metamatics", maskiner som utför teckningar till åskådaren.
Tinguely har gjort många verk i samarbete med hustrun Niki de Saint Phalle och även iscensatt happenings, första gången i New York 1960, där hans maskiner förstör sig själva.
I Sverige väckte Tinguely uppmärksamhet dels 1961, då han deltog i utställningen "Rörelse i konsten" på Moderna museet, dels 1966 då han på samma museum, tillsammans med sin hustru och Per Olov Ultvedt konstruerade den ihåliga jättekvinnan Hon – en katedral, möblerad med de båda männens maskiner. Tinguely finns representerad vid Moderna museet i Stockholm och Göteborgs konstmuseum. Han medverkade även i Peter Weiss och Hans Nordenströms experimentfilm Enligt lag där han blev anhållen för att utan vederbörligt tillstånd ha uppträtt som polis. Som tecknare medarbetade han i Stockholmsteknologernas tidskrift Blandaren.

### Joakim Bonnier
Tinguely var god vän med Joakim Bonnier, och ville hedra honom när han dog på Le Mans 1972. Detta gjorde han genom att skapa en skulptur gjord av delar från Bonniers bil och en till kraschad bil av märket Lola T-280. Skulpturen heter Lola T. 180 - Mémorial pour Joakim B och finns på Museum Tinguely i Basel.

## Film
Den tyske filmaren Peter Schamoni gjorde 1996 en dokumentärfilm om Jean Tinguely och Niki de Saint Phalle. Den heter Wer ist das Monster – du oder ich? ("Vem är monstret - du eller jag?").